# Голова Медузы
«Голова Медузы» (нем. «Das Medusenhaupt») — очень короткое, опубликованное посмертно эссе Зигмунда Фрейда на тему мифа о Медузе Горгоне.
Приравнивая обезглавливание к кастрации, Фрейд утверждал, что страх перед Медузой был отражением комплекса кастрации, возникшего у мальчика, когда вид женских гениталий заставил его осознать истину, что у женщин нет пениса.

## Анализ
Волосы на голове Медузы часто изображаются в произведениях искусства в виде змей. Фрейд считал, что как символы пениса, полученные из лобковых волос, они служат для смягчения ужаса комплекса, как форма сверхкомпенсации.
Этот вид головы Медузы заставляет зрителя цепенеть от ужаса, превращает его в камень. Здесь мы снова имеем то же происхождение из комплекса кастрации и ту же трансформацию эффекта. В исходной ситуации это утешает зрителя: он всё ещё владеет пенисом, и затвердение убеждает его в этом факте.
Голову Медузы как символ ужаса классически носила на своём платье богиня-девственница Афина — на эгиде. Фрейд считал, что в результате она стала неприступной женщиной, которая отталкивает всякое сексуальное желание, неся (символически) гениталии матери.

## Защита
Далее Фрейд утверждал, что, поскольку демонстрация гениталий (мужских и женских) может быть апотропическим актом, направленным на запугивание и изгнание зрителя, таким же было и защитное использование головы Медузы в классической Греции. Изображения её головы — так называемого Горгонейона — были там широко распространены, появляясь на стенах, воротах, укреплениях, доспехах и личных амулетах.

## Литературные отсылки
Героиня романа «Обладать» (англ. Possession: A Romance) утверждает, что планирует статью, «связанную с Мелюзиной и Медузой и идеей Фрейда о том, что голова Медузы была фантазией о кастрации, женской сексуальностью, которую боятся, а не желают».
Ряд аллюзивных отсылок к вопросам эссе Фрейда также помогает направить главный фокус внимания к мужскому сознанию и женской сексуальности в романе Айрис Мёрдок 1961 года «Отрубленная голова».

## Критика
- Более поздние аналитики связали эффект окаменения Медузы с замораживающим эффектом страха[8].
- Феминистская критика[англ.] обвинила бы (краткое) эссе Фрейда в том, что оно ограничено точкой зрения мужского взгляда[англ.][9].